# Nayuha Toyoda
Nayuha Toyoda (豊田 奈夕葉 Toyoda Nayuha?), född  1986, är en japansk tidigare fotbollsspelare.
Nayuha Toyoda spelade 22 landskamper för det japanska landslaget. Hon deltog bland annat i fotbolls-VM 2007.